# غلامحسین بایندر
غلامحسین بایندر دریادار نیروی دریایی ایران و سومین فرمانده  نیروی دریایی بین سال‌های ١٣٣١ تا ١٣٣٣ بود.
وی همچنین برادر ناوسروان یدالله بایندر، و دریابان غلامعلی بایندر، اولین فرمانده نیروی دریایی ایران بود.